# Tustna kommun
Tustna kommun (norska: Tustna kommune) var tidigare en kommun i landskapet Nordmøre i Møre og Romsdal fylke i västra Norge. Kommunens centralort var Gullstein på ön Tustna.

## Administrativ historik
Tustna kommun bildades 1874 ur delar av Edøy kommun. 1965 överfördes kommunens andel av Ertvågsön med 65 invånare till Aure kommun. Den 1 januari 2006 slogs resten av kommunen samman med grannkommunen Aure.

## Socknar
Inom Norska kyrkan motsvaras dåvarande Tustna kommun av Tustna socken i Ytre Nordmøre prosteri i Møre stift.